# NGC 132
NGC 132 (ook wel PGC 1844, UGC 301, MCG 0-2-63, ZWG 383.32, KUG 0027+018 of IRAS00276+0149) is een balkspiraalstelsel in het sterrenbeeld Walvis.
NGC 132 werd op 25 december 1790 ontdekt door de Britse astronoom William Herschel.